# 井原鉄道井原線
井原線（いばらせん）は、岡山県総社市の総社駅から広島県福山市神辺町の神辺駅に至る井原鉄道の鉄道路線である。このうち総社駅 - 清音駅間は、西日本旅客鉄道（JR西日本）伯備線との共用区間で、両線に属する重複区間でもある（井原鉄道が第二種鉄道事業者）。また神辺駅からは一部の列車がJR西日本の福塩線に乗り入れて福山駅まで直通列車も運行される。
井原線では、SuicaやICOCAなどのICカードの利用はできない。ただし、福山駅などJRの駅から、SuicaやICOCAで井原鉄道への連絡乗車券を購入できる。井原鉄道では井原線内のみが土休日に利用できる「スーパーホリデーパス」を発売している。また、JR西日本岡山支社が販売していた「吉備之国くまなくおでかけパス」でも井原線での使用ができた。なお、JR西日本との共用区間の総社駅 - 清音駅間の営業は別々に行われており、JRの乗車券で井原鉄道の列車に乗車、あるいはその逆はできない。

## 路線データ
- 管轄・区間（営業キロ）：総社 - 神辺間 (41.7 km)[1]
  - 清音 - 神辺間 38.3 km （井原鉄道が第一種鉄道事業者）[1]
  - 総社 - 清音間 3.4 km （井原鉄道が第二種鉄道事業者。西日本旅客鉄道が第一種鉄道事業者で同社の伯備線と共用）[1]
- 建設主体：日本鉄道建設公団（現 独立行政法人 鉄道建設・運輸施設整備支援機構）
- 軌間：1067 mm
- 駅数：15駅（起終点駅・総社駅含む）[1]
- 複線区間：総社 - 清音間
- 電化区間：総社 - 清音間電化（直流1500 V）、清音 - 神辺間非電化
  - 井原線の列車はすべて気動車で運行[1]
- 閉塞方式：総社 - 清音間 自動閉塞式、清音 - 神辺間 自動閉塞式（特殊）
- 最高速度：95 km/h[2]
- 保安装置：ATS-SW
- 列車無線：空間波無線方式（JR Cタイプ）
- IC乗車カード対応区間：なし

## 運行形態
井原線では1時間に1本から2本程度の列車が運行されている。原則として総社駅・清音駅 - 神辺駅間での運転だが、車両基地のある早雲の里荏原駅や井原駅を始発駅・終着駅とする区間列車も設定されている。神辺側では一部の列車がJR福塩線に乗り入れ、福山駅まで直通運転される。全列車が各駅に停車する普通列車で、通過駅を伴う列車は設定されていない。開業当初は車掌が乗務する列車も存在したが、2010年3月13日のダイヤ改正で全列車ワンマン運転となった。定期列車は通勤通学時間帯の一部のみ2両編成でそれ以外は1両編成による運転である。また、イベント対応車両「夢やすらぎ号」が運用される時やイベントなどで2両編成が運転されることもある。
早雲の里荏原駅 - 井原駅間で回送列車が運行されている。

## 車両
井原線の両端で接続する伯備線・福塩線とも電化されているが、清音駅 - 神辺駅間は非電化路線として開業したため、気動車で運行される。
以下の車両が井原線の列車に使用される。
- IRT355形 - タイプによって、0番台（基本番台）、100番台、200番台（夢やすらぎ号）に分けられる。100番台と200番台（夢やすらぎ号）は宝くじ号である。2005年導入の200番台以外はすべて1998年製である。

開業以来、清音駅 - 神辺駅間に自社のIRT355形以外の車両が乗り入れたことは一切無い。

## 歴史
1913年（大正2年）11月17日に井笠鉄道が笠岡 - 北川 - 井原間の本線を開業以来、北川 - 矢掛間の矢掛線、井原 - 神辺間の神辺線の各軽便鉄道路線を運営していた。一方の日本国有鉄道（国鉄）は倉敷 - 清音 - 矢掛間のバス路線を運行し、また吉備線の延伸路線として総社 - 井原 - 神辺間を結ぶ井原線を計画していた。
1966年（昭和41年）5月14日に国鉄井原線の起工式が行われ、国鉄新線として工事着手。起工に合わせるように1967年（昭和42年）に井笠鉄道の神辺線・矢掛線が、1971年（昭和46年）に本線が廃止された。井笠鉄道の線路跡は日本鉄道建設公団に買収され活用されることになった。
1980年（昭和55年）国鉄再建法施行により国鉄井原線は建設中止が決定された。
国鉄井原線の建設中止の後、1986年（昭和61年）に「井原鉄道」が岡山・広島県と周辺自治体が中心になり設立され、すでに完成していた高架線や路盤を利用し1987年（昭和62年）から工事が再開された。再開にあたり、総社 - 清音 - 吉備真備間は、総社市西部の交通網が脆弱なこと、真備町東部は清音駅利用エリアであること、総社市西部と真備町は地域的な繋がりが深いものの直通交通機関が無いこと、また大規模な団地・企業団地が造成予定だったことなどを理由に、総社市西部を大回りで通す案も検討されたが採用されなかった。
1998年（平成10年）6月30日にレール締結式が行われた。
1999年（平成11年）1月11日に井原線総社 - 清音 - 神辺間が開業。最初の営業列車の出発式は11時11分11秒と、年（和暦）、月、日、時、分、秒にすべて“1”が揃った時に行われた。
倉敷 - 清音 - 矢掛間のバス路線は西日本旅客鉄道（JR西日本）を経てJRバス中国へ承継され、井原鉄道井原線の開業に伴い、開業翌日の1月12日に井笠鉄道バスへ移管されたが、同社廃業により2012年10月31日を以って廃止された。

### 年表
- 1999年（平成11年）1月11日 - 井原線開業[1]。
- 2003年（平成15年）10月1日 - 総社駅乗り入れ列車を削減。
- 2010年（平成22年）
  - 3月13日 - 全列車ワンマン化。休日ダイヤの開始[3]。
  - 4月1日 - 井原鉄道の総社駅を無人化、自動券売機設置。
- 2011年（平成23年）6月 - 運転状況記録装置の設置義務を回避するため、最高速度を110 km/hから95 km/hに引き下げ[2]。
- 2012年（平成24年）4月1日 - 井原鉄道の神辺駅を無人化。
- 2014年（平成26年）8月1日 - 井原鉄道の神辺駅を再有人化[4][5]。
- 2017年（平成29年）5月21日 - 井原線開業後の利用者数が延べ2000万人に達し、井原駅で記念式典を開催[6]。
- 2018年（平成30年）
  - 7月6日 - 平成30年7月豪雨の影響で全線が不通[7]。
  - 7月10日 - 三谷駅 - 神辺駅間が運転再開[8]。
  - 7月18日 - 依然不通の総社駅 - 三谷駅間で、バス代行輸送を開始[9]。
  - 9月3日 - 全線で運転再開。バス代行輸送は前日を以って終了[10]。

## 駅一覧
- 線路 … ||：複線区間、◇・｜：単線区間（◇は列車交換可能）、∨：ここより下は単線
- 総社駅 - 清音駅間は西日本旅客鉄道（JR西日本）伯備線との共用区間。
- 接続路線の、( )内の英数字は駅ナンバリング（駅番号）を表す。

| 駅名             | 駅間 キロ | 営業 キロ | 接続路線                                                      | 線路 | 所在地        | 所在地        |
| ---------------- | --------- | --------- | ------------------------------------------------------------- | ---- | ------------- | ------------- |
| 総社駅           | -         | 0.0       | 西日本旅客鉄道： 伯備線 (JR-V07)・ 吉備線（桃太郎線）(JR-U10) | \|\| | 岡山県        | 総社市        |
| 清音駅           | 3.4       | 3.4       | 西日本旅客鉄道： 伯備線 (JR-V06)                              | ∨    | 岡山県        | 総社市        |
| 川辺宿駅         | 2.6       | 6.0       |                                                               | ｜   | 岡山県        | 倉敷市        |
| 吉備真備駅       | 2.2       | 8.2       |                                                               | ◇    | 岡山県        | 倉敷市        |
| 備中呉妹駅       | 2.9       | 11.1      |                                                               | ｜   | 岡山県        | 倉敷市        |
| 三谷駅           | 4.0       | 15.1      |                                                               | ◇    | 岡山県        | 小田郡 矢掛町 |
| 矢掛駅           | 3.1       | 18.2      |                                                               | ◇    | 岡山県        | 小田郡 矢掛町 |
| 小田駅           | 5.2       | 23.4      |                                                               | ｜   | 岡山県        | 小田郡 矢掛町 |
| 早雲の里荏原駅   | 3.4       | 26.8      |                                                               | ◇    | 岡山県        | 井原市        |
| 井原駅           | 3.7       | 30.5      |                                                               | ◇    | 岡山県        | 井原市        |
| いずえ駅         | 1.8       | 32.3      |                                                               | ｜   | 岡山県        | 井原市        |
| 子守唄の里高屋駅 | 1.8       | 34.1      |                                                               | ｜   | 岡山県        | 井原市        |
| 御領駅           | 3.5       | 37.6      |                                                               | ◇    | 広島県 福山市 | 広島県 福山市 |
| 湯野駅           | 1.9       | 39.5      |                                                               | ｜   | 広島県 福山市 | 広島県 福山市 |
| 神辺駅           | 2.2       | 41.7      | 西日本旅客鉄道： 福塩線                                       | ｜   | 広島県 福山市 | 広島県 福山市 |